# Sonnensteinstraße
Die Sonnensteinstraße ist eine Straße in der oberösterreichischen Landeshauptstadt Linz. Sie verläuft von der Jahnstraße in östlicher Richtung bis zur Wildbergstraße (der letzte Abschnitt ist nur für Fuß- und Radverkehr) und wurde 1903 benannt nach dem Kreishauptmann des Mühlviertels Josef Zächer Ritter von Sonnenstein (1758–1820).

## Lage und Charakteristik
Die Sonnensteinstraße ist im ersten Abschnitt geprägt von der dreigleisigen Schleifen- und Abstellanlage der Straßenbahn. 1969 bis 1977 befand sich hier ein zentraler ÖPNV-Knotenpunkt, die nördliche Endstation der Straßenbahnlinien E, K und V, ab 1974 Linien 1 und 2. Zudem befand sich zu dieser Zeit die Postbusabfahrtshaltestelle in das nördliche und östliche Mühlviertel sowie die Endstation Urfahr Sonnensteinstraße der städtischen Autobuslinien 30, 31, 32, 37 und 38. Die Straßenbahnschleife dient heute für Ein- und Ausrückfahrten sowie Kurzführungen der Linien 1, 2, 3 und 4 sowie als Abstellanlage. Die an der Kreuzung mit der Jahnstraße befindliche Volksschule 16, ehemals Jahnschule, wurde 2021 in Sonnensteinschule umbenannt.

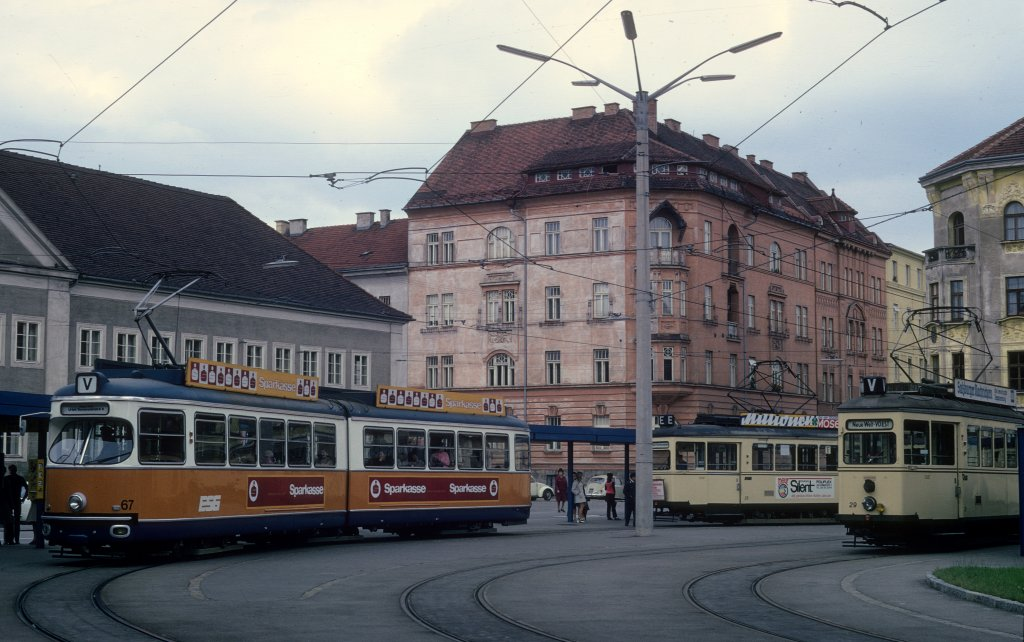
Die Sonnensteinstraße im Jahr 1971

## Gebäude

### Nr. 1
Büro- und Geschäftsgebäude, ehemaliges Stadtbauamt, erbaut 1941

### Nr. 11–13
Ehemalige Ringbrotwerke

### Nr. 20
Landesschulratsgebäude, heute Bildungsdirektion Oberösterreich